# Hygrophila africana
Hygrophila africana là một loài thực vật có hoa trong họ Ô rô. Loài này được (T. Anderson) Heine mô tả khoa học đầu tiên năm 1962.